# Akcent
Az Akcent román dance-pop zenekar. Tagjai románul, angolul, lengyel nyelven és spanyolul adják elő dalaikat. 

## Története
A zenekart Adrian Sînă és Ramona Barta alapította 1999-ben. Első általuk játszott zenéjük a Ultima vară, azaz az Utolsó nyár volt debütáló albumukon, melynek címe Senzația, azaz Szenzáció volt. Ezt követően rövid időn belül az alapfelállás felbomlott, majd Sînă új tagokat hozott az együttesbe Marius Nedelcu, Mihai Gruia és Sorin Brotnei személyében, és a zenekart átalakították egy fiúcsapattá. Első daluk az új felállásban a Ți-am promis, azaz a Megígértem neked címet viselte. Első átütő sikerük a Kylie című sláger volt.
2008-ban Marius Nedelcu elhagyta az együttest; a helyét a korábbi Bliss-tag Corneliu Ulici vette át, de a következő évben ő is kilépett. Ebben az évben Edward Mayával működtek együtt, de a következő évben már azzal vádolták, hogy ellopta egy dalukat. 2013-ban az együttes többi tagja is kilépett, és Adrian Sina egyedül maradt.
Ismert dalaik: My Passion, Kylie, Love Stoned, Lovers Cry, Jokero, That's My Name, King of Disco.

## Fordítás
Ez a szócikk részben vagy egészben  az   Akcent című angol Wikipédia-szócikk ezen változatának fordításán alapul.  Az eredeti cikk szerkesztőit annak laptörténete sorolja fel. Ez a jelzés csupán a megfogalmazás eredetét és a szerzői jogokat jelzi, nem szolgál a cikkben szereplő információk forrásmegjelöléseként.